# Aeroportul Hayward Executive
Aeroportul Hayward Executive (IATA: HWD, ICAO: KHWD, FAA LID: HWD) este un aeroport din California, Statele Unite ale Americii ce deservește zona Hayward⁠(d). Aeroportul a fost tranzitat în 2019 de 54 de pasageri. A fost numit după zona deservită.
Situat la o altitudine de 16 m, aeroportul dispune de 2 piste.

## Infrastructură

### Piste
Aeroportul dispune de 2 piste. Pista 10L/28R are suprafața de asfalt și dimensiunile 3.107 picioare × 75 picioare. Pista 10R/28L are suprafața de asfalt și dimensiunile 5.694 picioare × 150 picioare. 